# 記録作成等の措置を講ずべき無形の民俗文化財

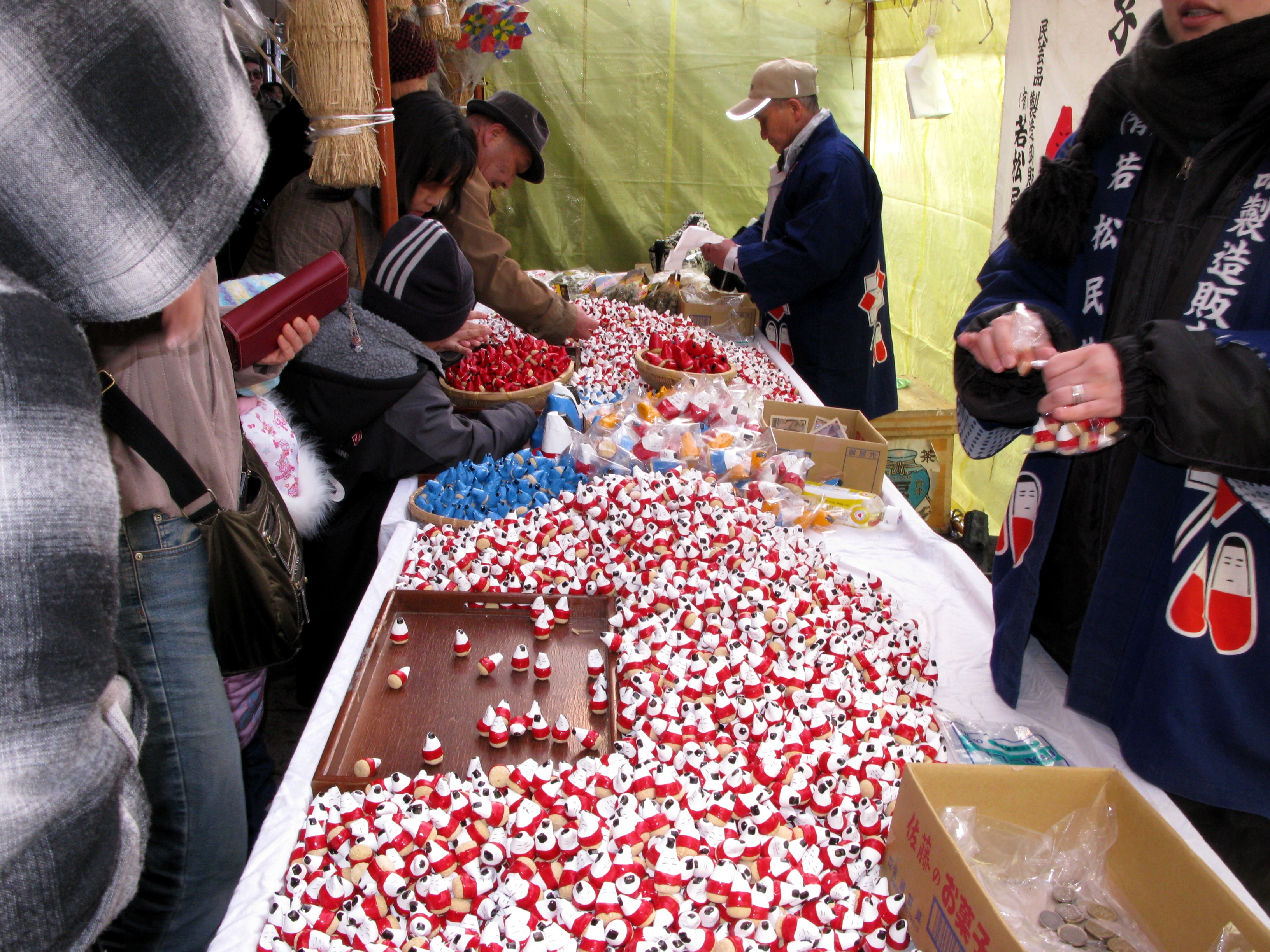
記録作成等の措置を講ずべき無形の民俗文化財に選択される「会津の初市の習俗」、会津若松市の「十日市」で起き上がり小法師を買い求める市民。

記録作成等の措置を講ずべき無形の民俗文化財（きろくさくせいとうのそちをこうずべきむけいのみんぞくぶんかざい、英語: Intangible Folk Cultural Property that need measures such as documentation）とは、重要無形民俗文化財および登録無形民俗文化財以外の無形の民俗文化財のうち、記録、保存、公開に対して経費の一部を公費による補助を受けることができるものとして、文化審議会の答申に基づき文化庁長官（国）によって選択された文化財をいう。選択無形民俗文化財（せんたくむけいみんぞくぶんかざい）と通称される。
本項では国が選択する「記録作成等の措置を講ずべき無形の民俗文化財」について解説するが、群馬県や埼玉県等のように地方自治体が各条例に基づいて独自に選択する同名の文化財も存在する。

## 概要
文化庁長官は、重要無形民俗文化財および登録無形民俗文化財以外の無形の民俗文化財のうち特に必要のあるものを選択して、自らその記録を作成し、保存し、又は公開することができるものとし、国は、適当な者に対し、当該無形の民俗文化財の公開又はその記録の作成、保存若しくは公開に要する経費の一部を補助することができる（文化財保護法第91条で準用する第77条）としており、この規定により文化庁長官によって選択されたものを「記録作成等の措置を講ずべき無形の民俗文化財」という（「選択無形民俗文化財」という通称は法律上の用語ではない）。文化財の分類に関しては文化財の項目を参照。

## 選択の基準
「記録作成等の措置を講ずべき無形の民俗文化財の選択基準」が次のとおり規定されている。
- 1.風俗慣習のうち、次の各号のいずれかに該当し、重要なもの
  - (1)由来、内容等において我が国民の基盤的な生活文化の特色を示すもので典型的なもの
  - (2)年中行事、祭礼、法会等の中で行われる行事で芸能の基盤を示すもの
- 2.民俗芸能のうち、次の各号のいずれかに該当し、重要なもの
  - (1)芸能の発生又は成立を示すもの
  - (2)芸能の変遷の過程を示すもの
  - (3)地域的特色を示すもの
- 3.民俗技術のうち、次の各号のいずれかに該当し、重要なもの
  - (1)技術の発生又は成立を示すもの
  - (2)技術の変遷の過程を示すもの
  - (3)地域的特色を示すもの
- 4.無形の民俗文化財のうち前3号には該当しないが、重要有形民俗文化財の特質を理解するために特に必要なもの
- 5.我が国民以外の人々に係る前各号に規定する無形の民俗文化財で我が国民の生活文化との関連上特に重要なもの

## 選択の状況
「記録作成等の措置を講ずべき無形の民俗文化財の選択基準」に基づき、これらに該当するものついて、文化庁長官が「記録作成等の措置を講ずべき無形の民俗文化財」として選択し、地方公共団体の行う調査事業や記録作成の事業に助成を行っている。2005年（平成17年）に施行された改正文化財保護法により、無形の民俗文化財の領域に「民俗技術」が加えられた。この改正に伴い、2008年（平成20年）、民俗技術として最初に「中津川の鉄砲堰製作技術」が選択された。
2023年（令和5年）3月22日現在、次の654件が選択されている。
- 風俗慣習
  - 生産・生業 （49件）
  - 人生・儀礼 （15件）
  - 娯楽・競技 （15件）
  - 社会生活（民俗知識）（12件）
  - 年中行事 （63件）
  - 祭礼（信仰） （110件）
  - 衣食住（1件）
  - その他 （0件）
- 民俗芸能
  - 神楽 （67件）
  - 田楽 （44件）
  - 風流 （124件）
  - 語り物・祝福芸 （8件）
  - 延年・おこない （14件）
  - 渡来芸・舞台芸 （81件）
  - その他 （38件）
- 民俗技術 
  - 生産・生業 （11件）
  - 衣食住 （1件）
  - その他 （0件）